# Мюррей, Шон (актёр)
Шон Мюррей (англ. Sean Murray; род. 15 ноября 1977) — американский актёр. Известен благодаря ролям Дэнни Уолдена в телесериале «Военно-юридическая служба» и специального агента Тимоти Макги в телесериале «Морская полиция: Спецотдел».

## Биография
Шон родился в пригороде Вашингтона Бетесда, Мэриленд, но провел своё детство в Новом Южном Уэльсе, Австралия. Имеет двойное гражданство США и Австралии. Его мать — Вивиенн, четвёртая жена американского телевизионного продюсера и сценариста Дональда П. Беллисарио, что делает его пасынком Беллисарио. Актриса Тройэн Беллисарио, игравшая Сару Макги в сериале «Морская полиция: Спецотдел», — сводная сестра Шона.
У Шона и его жены Керри Джеймс есть двое детей: дочь по имени Кейтлин Мелисса Мюррей (род. 3 мая 2007) и сын Ривер Джеймс Мюррей (род. 22 апреля 2010). Они живут в городе Шерман-Окс в Калифорнии.

## Фильмография
| Год          |     | Русское название              | Оригинальное название                     | Роль              |
| ------------ | --- | ----------------------------- | ----------------------------------------- | ----------------- |
| 1991         | тф  | Мамы тоже играют в футбол     | Backfield in Motion                       | Джо-младший       |
| 1992         | с   | Гражданские войны             | Civil Wars                                | Крис Конуэй       |
| 1992         | кор | —                             | Too Romantic                              | Тим               |
| 1993         | ф   | Жизнь этого парня             | This Boy’s Life                           | Джимми Вурхиз     |
| 1993         | ф   | Фокус-покус                   | Hocus Pocus                               | Текери Бинкс      |
| 1993         | тф  | Травля                        | River of Rage: The Taking of Maggie Keene | Мэттью Кин        |
| 1993—1994    | с   | Сердца запада                 | Harts of the West                         | Зейн Харт         |
| 1995         | с   | Шёлковые сети                 | Silk Stalkings                            | Дерек Пастон      |
| 1995         | тф  | Испытание огнём               | Trial by Fire                             | Дэнни             |
| 1995         | с   | Скорая помощь                 | ER                                        | Брет Мэддокс      |
| 1996         | тф  | Лотерея                       | The Lottery                               | Генри Уоткинс     |
| 1996         | тф  | —                             | For My Daughter’s Honor                   | Ральф             |
| 1996         | тф  | Падение во тьму               | Fall Into Darkness                        | Джерри Прайс      |
| 1997         | тф  | Убийство лунатика             | The Sleepwalker Killing                   | Кристофер Лейн    |
| 1998—2001    | с   | Военно-юридическая служба     | JAG                                       | Дэнни Уолден      |
| 1999         | с   | Прикосновение ангела          | Touched by an Angel                       | Уилл Хеллер       |
| 2000         | с   | Бостонская школа              | Boston Public                             | Дэвид             |
| 2001         | тф  | Адвокат на каникулы           | Spring Break Lawyer                       | Ник Кеппер        |
| 2002         | с   | —                             | The Random Years                          | Тодд Митчелл      |
| 2003 — н. в. | с   | Морская полиция: Спецотдел    | NCIS                                      | Тимоти Макги      |
| 2014         | ф   | —                             | Jonesy                                    | мистер Смолл      |
| 2014         | с   | —                             | Agatha Christie: Ordeal by Innocence      | Лео               |
| 2017         | с   | Морская полиция: Новый Орлеан | NCIS: New Orleans                         | Тимоти Макги      |
| 2018         | ф   | —                             | The Double                                | Андрей Филиппович |
| 2018         | с   | —                             | First World Problems                      | журналист         |